# Andreas Linde
Andreas Christopher Linde (Rydebäck, 1993. július 24. –) svéd válogatott labdarúgó, a német Greuther Fürth kapusa.

## Pályafutása

### Klubcsapatban
Linde a svéd Helsingborgs labdarúgó-akadémiáján nevelkedett, 2011-ben lett a felnőtt csapat keretének a tagja. 2013-ban előbb a másodosztályú Värnamo, majd a Helsingborgs fiókcsapatának számító Akademi csapataiban szerepelt kölcsönben. A Helsingborgs színeiben a svéd élvonalban 2014 októberében mutatkozott be egy Göteborg elleni mérkőzésen. Lindét 2015-ben a norvég Molde csapata szerződtette, melyben azóta több mint száz bajnoki mérkőzésen lépett pályára. A Molde csapatával 2019-ben norvég bajnoki címet szerzett.

### A válogatottban
Linde tagja volt a 2015-ös U21-es labdarúgó-Európa-bajnokságon aranyérmet szerző svéd válogatottnak, amely kvalifikálta magát a riói olimpiára. Az olimpiai játékokon a svédek mindhárom csoportmérkőzésén ő állt a kapuban, azonban a válogatott egy döntetlen és két vereség mellett csoportja utolsó helyezettjeként végül búcsúzott a tornától.
A svéd válogatottban 2017 januárjában debütált egy Szlovákia elleni felkészülési mérkőzésen.

## Sikerei, díjai
- Molde FK:
  - Norvég bajnok: 2019
- Svédország:
  - U21-es Európa-bajnok: 2015